# Umberto Giordano
Umberto Giordano (28. august 1867 – 12. november 1948) var en italiensk komponist.
Umberto Giordano er blevet internationalt kendt for sine 12 operaer bl.a. Andrea Chénier fra (1896), af hans øvrige operaer kan nævnes Fedora fra (1898) og Siberia fra (1903).

## Udvalgte værker
- Marina (1888)
- Mala Vita (21.2.1892 Teatro Argentina, Rome)
- Regina Diaz (5.3.1894 Teatro Mercadante, Naples)
- Andrea Chénier (28.3.1896 Teatro alla Scala, Milan)
- Fedora (17.11.1898 Teatro Lirico, Milan)
- Il Voto Revision af Mala Vita (6.9.1902 Teatro Bellini, Naples)
- Siberia (19.12.1903 Teatro alla Scala, Milan, omskrevet 1927)
- Marcella (9.11.1907 Teatro Lirico, Milan)
- Mese mariano (17.3.1910 Teatro Massimo, Palermo)
- Madame Sans-Gêne (25.1.1915 Metropolitan Opera, New York)
- Giove a Pompei (6.7.1921 Teatro La Pariola, Rome)
- La cena delle beffe (20.12.1924 Teatro alla Scala, Milan)
- Il Re (12.1.1929 Teatro alla Scala, Milan)
- La festa del Nilo (ufuldendt)